# Reshad Jones
Reshad Monquez Jones (Atlanta, 25 febbraio 1988) è un giocatore di football americano statunitense che milita nel ruolo di strong safety per i Miami Dolphins della National Football League (NFL).

## Biografia

### Miami Dolphins
Dopo avere giocato al college a football a Georgia, Jones fu scelto dai Miami Dolphins nel corso del quinto giro (163º assoluto) del Draft NFL 2010. Il 14 novembre 2010, nella gara contro i Tennessee Titans, Jones fece registrare sia il primo sack che il primo intercetto in carriera. La sua prima stagione completa come titolare fu quella del 2012, in cui guidò la difesa dei Dolphins con 4 intercetti, oltre a 94 tackle, 9 passaggi deviati e 2 fumble forzati.
Il 5 agosto 2013, Jones firmò un rinnovo di quattro anni per un valore di 29,285 milioni di dollari. L'anno successivo fu sospeso per le prime quattro gare della stagione per abuso di sostanze dopanti. In un'intervista, Jones affermò di non avere mai assunto volontariamente sostanze illecite e, anche se aveva piena fiducia nel suo ex allenatore del college che le aveva fornite, si prese la piena responsabilità dell'accaduto per non averle controllate a dovere.
Il 6 dicembre 2015, Jones divenne il primo giocatore nella storia dei Miami Dolphins a fare registrare almeno 100 tackle, 4 intercetti e 2 sack in una singola stagione. A fine anno divenne il primo giocatore della storia della NFL con almeno 125 tackle e 5 intercetti in una stagione, venendo convocato per il suo primo Pro Bowl.
Il 9 marzo 2017, i Dolphins resero Jones la safety più pagata della lega, facendogli firmare un rinnovo quinquennale del valore di 60 milioni di dollari. A fine stagione fu convocato per il suo secondo Pro Bowl.

## Palmarès
- Convocazioni al Pro Bowl: 2

2015, 2017

## Statistiche
| Partite totali      | 88  |
| Partite da titolare | 74  |
| Tackle totali       | 504 |
| Sack                | 8,5 |
| Intercetti          | 15  |
| Fumble forzati      | 3   |

Statistiche aggiornate alla stagione 2015